# Venancio Coñuepán Huenchual
Venancio Coñuepán Huenchual (Piuchén, provincia de Cautín; 25 de diciembre de 1905 - Santiago, 30 de abril de 1968), también conocido como Venancio Coñoepan, fue un agricultor y político conservador chileno de origen mapuche. Se desempeñó como ministro de Tierras y Colonización durante el segundo gobierno del presidente Carlos Ibáñez del Campo; siendo el primer ministro de Estado indígena en la historia de Chile.

## Familia y estudios
Nació en Piuchén, comuna chilena de Cholchol, el 25 de diciembre de 1905, siendo sus padres Domingo Coñuepán y Antonia Huenchual. Por vía paterna era nieto de Venancio Coñoepán, destacado lonko abajino durante la época de la ocupación de la Araucanía. Realizó sus estudios primarios en la Escuela de la Misión Araucana de Cholchol (actual Colegio Anglicano William Wilson), y los secundarios en el Liceo de Temuco.
Se casó con la inglesa Ruth Kindley Parker.

## Vida laboral
En el ámbito laboral, trabajó por nueve años en la firma Ford Herman Hnos. y Gastellu en Temuco. En dicha empresa, llegó a ser apoderado.
Fue organizador, presidente y gerente de la Caja Central de Indígenas, institución de cooperativa y crédito para indígenas. Además, fue director de Asuntos Indígenas y presidente de la Sociedad de Fomento Agrícola de Temuco. Se dedicó a las labores agrícolas, explotando el fundo "Pitranco", dedicado a las siembras de trigo.
En 1931, fue elegido como presidente de la Sociedad Caupolicán, reorientando a esta organización hacia un mayor énfasis en el enriquecimiento económico de la población mapuche. Esta perspectiva lo llevó a fundar en 1938 la Corporación Araucana, que absorbió a la Sociedad Caupolicán, donde luchaba por la igualdad con los chilenos principalmente en el tema de las tierras colectivas.

## Vida política
Inició sus actividades políticas al asumir como dirigente indígena. Junto con su activo rol en la defensa de la causa mapuche, a mediados de la década de 1930 se adhirió al ibañismo, apareciendo en 1938 como presidente de la Alianza Popular Libertadora (APL) de la provincia de Cautín. En 1940 participó en el Primer Congreso Indigenista Interamericano en Pátzcuaro, México, siendo el único delegado indígena de Chile.
Se presentó sin éxito como candidato a diputado en las elecciones parlamentarias de 1937 y de 1941, siendo finalmente electo por la APL en las elecciones parlamentarias de 1945 por la Vigesimoprimera Agrupación Departamental (correspondiente a los departamentos de Temuco, Lautaro, Imperial, Pitrufquén y Villarrica), por el periodo legislativo 1945-1949. En esta elección fue el único diputado electo por ese partido. Durante su gestión integró la Comisión Permanente de Agricultura y Colonización.
En 1947 se sumó a las filas del Partido Conservador, y durante del quiebre de ese partido en 1949, se incorporó al Partido Conservador Social Cristiano (PCSC), por el cual fue reelegido como diputado en las elecciones parlamentarias de ese año por el periodo 1949-1953. En esa oportunidad integró la Comisión Permanente de Agricultura y Colonización y fue diputado reemplazante en la Comisión Permanente de Economía y Comercio. Además, fue integrante de la Comisión Especial Investigadora del Ministerio de Tierras y Colonización, en 1950.
En la sesión de la Cámara de Diputados del 20 de junio de 1950, en la que se realizaba un homenaje al exdiputado Manuel Manquilef —fallecido el 12 del mismo mes—, Coñuepán se convirtió en la primera persona en pronunciar parte de un discurso en mapudungun en el Congreso Nacional de Chile; la parte final de su discurso fue pronunciada en dicha lengua y su traducción es la siguiente:

Un buen patriota y un buen indio ha fallecido. Sirvió aquí con inteligencia y sacrificio a su raza; por eso, hoy día llora a su ilustre hijo, y al lamentar que haya partido a otro mundo, confía en su Dios para continuar luchando, y así hacerse digno de sus antepasados.
Las tierras, las selvas y los indios que dieron grandes héroes recordarán siempre a Manquilef.

En la elección presidencial de 1952, apoyó la candidatura del general Carlos Ibáñez del Campo, y al asumir la presidencia de la República el 3 de noviembre de ese año, fue nombrado por este como ministro de Tierras y Colonización, ejerciendo la función hasta el 21 de marzo de 1953. En dicho cargo buscó proteger y ampliar la propiedad indígena en las regiones del sur de Chile.
Posteriormente, el 16 de mayo de 1953 fue designado como director de la Dirección de Asuntos Indígenas (Dasin), siendo el primer titular del organismo. Durante esta época también se orientó a organizar el ibañista Partido Nacional Araucano (PNA), el cual lideró entre 1953 y 1957, y que a través de cupos electorales del Partido Nacional Cristiano, permitió en ese primer año la elección de los diputados Esteban Romero y José Cayupi.
De vuelta en las filas del Partido Conservador Social Cristiano se presentó en 1957 como candidato a senador en las elecciones parlamentarias, sin resultar elegido. Luego de estas elecciones no se sumó a la fusión del PCSC con el Partido Demócrata Cristiano (PDC), pasándose a las filas del Partido Conservador Unido (PCU).

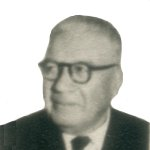
Venancio Coñuepán en 1965

Desde del conservadurismo fue nombrado en 1961 como consejero del Banco del Estado por el presidente Jorge Alessandri, mismo año en que se presentó, sin éxito, como candidato a diputado en las elecciones parlamentarias de 1961. Se presentó nuevamente en las elecciones parlamentarias de 1965 en representación de la misma Vigesimoprimera Agrupación Departamental Temuco, Lautaro, Imperial, (Villarrica y Pitrufquén) para el periodo 1965-1969; integrando de nuevo la Comisión Permanente de Agricultura. Entre las mociones que impulsó que llegaron a ser ley están: la ey n° 8.736, del 7 de febrero de 1947, «sobre vigencia y prórroga capacidad, limitaciones y restricciones indígenas»; la ley n° 10.539, del 8 de octubre de 1952, «relativo a recursos para la ejecución de diversas obras cuarto centenario fundación Villarrica»; y la ley n° 10.538, del 16 de octubre de 1952, «sobre contratación empréstito Municipalidad de Galvarino».
Sin embargo, no alcanzó a concluir su periodo producto de su fallecimiento el 30 de abril de 1968, a los 62 años. El 4 de mayo de ese año, recibió funerales de Estado en Temuco. Para escoger a su reemplazante se realizó una elección complementaria el 7 de julio, en donde resultó triunfador Sergio Merino Jarpa (PDC).

## Legado
Por su trayectoria social y política es considerado por algunos sectores como el político mapuche más importante de la historia contemporánea. Según el historiador José Ancán, nunca hubo tanto poder político en manos mapuche como en tiempos de Coñuepán y la Corporación Araucana. En contraposición, otros actores de décadas posteriores, como el líder de la CAM Héctor Llaitul, evalúan críticamente el liderazgo histórico de Coñuepán, y le consideran parte de una época caracterizada por el repliegue de las demandas indígenas a nivel nacional.